# مرین
گودگردوئیه، روستایی از توابع بخش هنزا شهرستان رابر در استان کرمان ایران است.

## جمعیت
این روستا در دهستان هنزا قرار دارد و براساس سرشماری مرکز آمار ایران در سال ۱۳۸۵، جمعیت آن ۲۹ نفر (۹خانوار) بوده‌است.